# Star Team for the Children
Lo Star Team for the Children, formalmente A.S. Star Team for the Children, comunemente chiamata Star Team, è una associazione sportiva formata da campioni dello sport e dello show business fondata nel 1993 dal Principe Alberto II di Monaco e Mauro Serra, con lo scopo di raccogliere fondi per aiutare bambini in tutto il mondo. Nel 1996 il governo monegasco riconosce lo status di Associazione Sportiva. Dalla sua fondazione lo Star Team ha organizzato oltre 100 eventi sportivi e conviviali tra i quali il più importante è la partita di beneficenza contro la nazionale piloti.
Questa partita si svolge il martedì della settimana del GP di Monaco e richiama molte personalità mondiali del mondo dello spettacolo. L'evento è trasmesso in Mondovisione da Sky e proposto in 17 Paesi. Altri eventi organizzati tutti gli anni sono il World Stars Golf Charity ed il World Star Ski.

## Curiosità
Lo Star Team è allenato eccezionalmente da Claudio Ranieri dal 2016.

## Membri Onorari dello Star Team
Elenco dei campioni dello sport e dello show business membri onorari dello Star Team:
- Sua Altezza Serenissima il Principe Alberto II di Monaco - Presidente Onorario e Capitano
- Mauro Serra - Presidente Esecutivo e General Manager
- Andrea Casiraghi - Figlio della Principessa Carolina
- Pierre Casiraghi - Figlio della Principessa Carolina
- Louis Ducret - Figlio della Principessa Stéphanie
- Emanuele Filiberto di Savoia
- Altobelli Alessandro
- Barthez Fabian
- Bayliss Troy
- Belmondo Stefania
- Beretta Olivier
- Bettini Paolo
- Biaggi Max
- Biaggi Thomas
- Bonini Massimo
- Boonen Tom
- Bruno Kernen
- Bruno Senoner
- Bubka Sergej
- Caffi Alex
- Caldarelli Andrea
- Capirossi Loris
- Cappellini Guido
- Ceccarelli Daniela
- Chechi Yuri
- Chiappucci Claudio
- Christof Innerhofer
- Cobos José
- Colombo Gabriele
- Compagnoni Deborah
- Corser Troy
- Cova Alberto
- Cristian Zorzi
- David Ginola
- De Chiesa Paolo
- De Radigues Didier
- Denis Karbon
- Deschamps Didier
- Dessailly Marcel
- Di Franco Fabrice
- Dominik Paris
- Dossena Giuseppe
- Ettori Antoine
- Ettori Jean-Luc
- Ezio Gianola
- Fill Peter
- Fin-Crisian Jagge
- Franz Klammer
- Frederick Dehu
- Fredericks Franck
- Fritz Strobl
- Gabriele Tarquini
- Gattuso Sebastien
- Gentil Pascal
- Ghedina Kristian
- Gotti Ivan
- Gros Piero
- Gunde Svan
- Gustavo Thoni
- Hannes Trinkl
- Hans-Peter Buraas
- Herbert Johnny
- Ingemar Stenmark
- Ismael Triki
- Johan Nillson
- Johanna Schnarf
- Johnny Cecotto
- Jose Cobos
- Jure Kosir
- Karl Unterkircher
- Kjetil-Andre Aamodt
- Kristensen Tom
- Kristian Ghedina
- Kubica Robert
- Lasse Kjus
- Lemarie Patrick
- Lisa Agerer
- Liuzzi Vitantonio
- Luca Filippi
- Magdalena Forsberg
- Manfred Moelgg
- Manuela Moelgg
- Marc Girardelli
- Massimiliano Blardone
- Mengual Guy
- Merlin Alessandra
- Montoya Juan Pablo
- Morbidelli Gianni
- Mustapha Adji
- Nargiso Diego
- Nono Hilali
- Novak Djokovic
- Olivier Dacourt
- Ortelli Stéphane
- Pane Mauro
- Panetta Francesco
- Panizzi Gilles
- Pantano Giorgio
- Parsson Anja
- Patrese Riccardo
- Perez Bibiana
- Pernilla Wiberg
- Piccione Clivio
- Piller Cotrer Pietro
- Pirro Emanuele
- Pizzonia Antonio
- Pozzato Filippo
- Puel Claude
- Puzar Alex
- Rebellin Davide
- Reich Christian
- Rey Patrick
- Rijkaard Franck
- Rocca Giorgio
- Rominger Tony
- Rovera Alberto
- Runggaldier Peter
- Sainz Carlo
- Sandolo Sophie
- Scarpa Massimo
- Schwarz Armin
- Servelle Patrice
- Simone Marco
- Smigun Christine
- Sonny Anderson
- Tomba Alberto
- Trulli Jarno
- Vaisteins Romans
- Verena Stuffer
- Werner Perathoner
- Zabel Erik
- Zanardi Alex
- Zito Gustavo